# Um Lugar para 2
Um Lugar para Dois é o terceiro álbum de estúdio do cantor norte-irlandês David Quinlan. Sendo um projeto mais intimista, o trabalho teve uma sonoridade mais congregacional e reflexivo. Foi o primeiro do cantor pela gravadora Som Livre, através do Você Adora, o selo gospel da empresa. Contou com as participações especiais de Nívea Soares, Fernandinho, André e Ana Paula Valadão, Pr. Antônio Cirilo além da filha do cantor, Angel Quinlan. O disco teve suas gravações iniciadas no dia 16 de maio de 2012, e contém onze canções.
O projeto gráfico da obra foi produzido pela Quartel Design. O disco foi lançado em novembro de 2012.[carece de fontes?]

## Faixas
1. "Rei do Universo"
2. "És a Minha Visão" (Be Thou My Vision)
3. "Que Amor é Este?"
4. "Aumenta Minha Fé" (Aumenta Mi Fé)
5. Oração
6. "Tu És Real"
7. "Um Lugar para Dois"
8. "Vem Dançar" (Ven A Danzar)
9. "Cordas de Amor"
10. "Essência da Adoração" (Heart Of Worship)
11. "Me Levantou" (You Raise Me Up)
12. "Palavras me Faltam"
13. "Um Lugar para Dois" (Bônus)